# Jean-Jacques (acteur)
Pour les articles homonymes, voir Jean-Jacques.
Jean Guillaume, dit Jean-Jacques, est un comédien belge né le 5 août 1923 à La Louvière (Hainaut) et mort le 18 septembre 1994 à Paris 15e.

## Biographie
Né en Belgique, Jean Jacques Marcel Guillaume, alias Jean-Jacques, commence sa carrière d'acteur pendant la Seconde Guerre mondiale. Après-guerre, il devient pensionnaire du Théâtre du Palais-Royal, où il interprète divers vaudevilles. Habitué des théâtres de boulevard où il se spécialise dans les rôles comiques, il connaît ses plus grands succès avec les pièces Chérie noire (1958) et Le saut du lit (1972). De 1977 à 1979, il reprend avec Michel Roux La Cage aux folles. Certaines de ses interprétations sont diffusées dans Au théâtre ce soir.
Très actif au théâtre, il est en revanche peu présent au cinéma. Descendez, on vous demande (1951) est l'un des rares films où il tient un rôle important. En 1977, il joue le roi des Flandres dans Vous n'aurez pas l'Alsace et la Lorraine, de et avec Coluche. Par la suite, les rôles de Jean-Jacques s'espacent.
Jean-Jacques fit parfois savourer aussi son visage aux grimaces « caoutchouteuses » en participant à des émissions de télévision et de radiophonie populaires comme Les Jeux de 20 heures et Les Grosses Têtes.
Mort presque oublié le 18 septembre 1994 à Paris, il est inhumé au cimetière parisien de Bagneux (division 50).

## Théâtre
- 1943 : Clotilde du Mesnil d'Henry Becque, mise en scène Alice Cocéa, théâtre des Ambassadeurs
- 1945 : Federigo de René Laporte, mise en scène Marcel Herrand, théâtre des Mathurins : le moine
- 1948 : Elle est folle, Carole de Jean de Létraz, mise en scène de l'auteur, théâtre du Palais-Royal
- 1950 : Les Femmes de Loth de Jean de Létraz, mise en scène de l'auteur, théâtre du Palais-Royal
- 1950 : La mariée en a deux ! de Jean de Létraz, mise en scène de l'auteur, théâtre du Palais-Royal
- 1953 : Occupe-toi d'mon minimum de Paul Van Stalle, mise en scène Jean de Létraz, théâtre du Palais-Royal : Séraphin Bonvisage
- 1953 : La Pucelle d'Auteuil de Jean de Létraz, mise en scène de l'auteur, théâtre du Palais-Royal : Camille
- 1953 : La mariée en a deux ! de Jean de Létraz, mise en scène de l'auteur, théâtre du Palais-Royal : Amédée
- 1954 : Lolo de Jean de Létraz et Luc Robin, mise en scène Simone de Létraz,  théâtre du Palais-Royal : Philippe Désormières
- 1954 : Occupe-toi d'mon minimum de Paul Van Stalle, mise en scène Simone de Létraz, théâtre du Palais-Royal : Séraphin Bonvisage
- 1954 : On s'dit tout de Paul Van Stalle, mise en scène Simone de Létraz, théâtre du Palais-Royal : Victor
- 1954 : Lolo de Jean de Létraz et Luc Robin, mise en scène Simone de Létraz, théâtre du Palais-Royal : Philippe Désormières
- 1955 : Elle est folle, Carole de Jean de Létraz, mise en scène Simone de Létraz, théâtre du Palais-Royal : Hubert Mérignac
- 1957 : Le Monsieur qui perd ses clefs de Michel Perrin, mise en scène Raymond Gérôme, théâtre Édouard VII : Gérard
- 1958 : Chérie noire de François Campaux, mise en scène Jacques Charon, théâtre Michel : Henri
- 1958 : Les Pieds au mur de Jean Guitton, mise en scène Jean de Létraz, théâtre du Palais-Royal : Albert
- 1958 : Elle est folle, Carole de Jean de Létraz, mise en scène Simone de Létraz, théâtre du Palais-Royal : Hubert Mérignac
- 1959 : Chérie noire de François Campaux, mise en scène Jacques Charon, théâtre des Bouffes-Parisiens : Henri
- 1960 : De doux dingues de Michel André, mise en scène Jean Le Poulain, théâtre Édouard VII : Michel
- 1961 : Chérie noire de François Campaux, mise en scène de l'auteur, théâtre des Nouveautés : Henri
- 1961 : Remue-ménage de Pierre Leloir, mise en scène Jean Marchat, Comédie-Wagram : Robert Chauvelin
- 1963 : Sur la pointe des pieds d'Yves Chatelain, mise en scène Jean-Paul Cisife, théâtre des Arts : Jean-Jacques
- 1965 : Les Filles de Jean Marsan, mise en scène Jean Le Poulain, théâtre de la Porte-Saint-Martin : Gaspard
- 1966 : Tête de bulle de Jean-Jacques Forestier, mise en scène Michel Vocoret, théâtre Charles-de-Rochefort
- 1966 : Marc-Aurèle a disparu de Jean Le Marois, mise en scène Jacques Ardouin, théâtre Charles-de-Rochefort
- 1968 : Le Cœur sous le paillasson de Harold Brooke et Kay Bannerman, adaptation Alexandre Breffort, mise en scène Michel Vocoret, théâtre des Capucines ; reprise en 1970 au théâtre des Nouveautés
- 1971 : Chérie noire de François Campaux, mise en scène Michel Vocoret, théâtre des Nouveautés : Henri
- 1972 : Le Saut du lit de John Chapman et Ray Cooney, adaptation Marcel Mithois, mise en scène Jean Le Poulain, théâtre Montparnasse : Gérard Hubert-Gérard ; reprise en 1975 au théâtre du Gymnase
- 1976 : L'École des cocottes de Paul Armont et Marcel Gerbidon, mise en scène Jacques Ardouin, théâtre Hébertot : Stanislas
- 1976 : Croisière d'amours, mise en scène Dominique Tirmont, Bobino
- 1977 : La Cage aux folles de Jean Poiret, mise en scène Pierre Mondy, théâtre du Palais-Royal puis théâtre des Variétés : Albin
- 1981 : Et ta sœur ?... de Jean-Jacques Bricaire et Maurice Lasaygues, mise en scène Robert Manuel, théâtre Daunou : Martin/Martine
- 1983 : Le Vison voyageur de Ray Cooney et John Chapman, adaptation Jean-Loup Dabadie, mise en scène Jacques Sereys, théâtre de la Michodière : Arnold Crouch
- 1986 : De doux dingues de Michel André, mise en scène Jean Le Poulain, théâtre des Nouveautés
- 1987 : Un beau salaud de Pierre Chesnot, mise en scène Jean-Luc Moreau, théâtre Fontaine : François Dumoulin
- 1990 : Pas d'âge pour l'amour de Roger-Ferdinand, mise en scène Robert Manuel, théâtre des Bouffes-Parisiens

## Filmographie

### Cinéma
- 1942 : La Loi du printemps de Jacques Daniel-Norman : le petit garçon d'Hélène
- 1951 : Descendez, on vous demande de Jean Laviron : Charley
- 1955 : Frou-Frou d'Augusto Genina : un homme au bal masqué
- 1977 : L'Animal de Claude Zidi : Philémon
- 1977 : Vous n'aurez pas l'Alsace et la Lorraine de Coluche et Marc Monnet : le roi de Flandre

### Télévision

#### Téléfilms
- 1970 : Le Train pour Venise de Jean Nergal
- 1984 : Le soleil se lève aussi de James Goldstone : Preau

#### Au théâtre ce soir
- 1966 : Chérie noire de François Campaux, mise en scène de l'auteur, réalisation Pierre Sabbagh, théâtre Marigny : Henri
- 1976 : Le Cœur sous le paillasson d'Harold Brooke et Kay Bannerman, adaptation Alexandre Breffort, mise en scène Michel Vocoret, réalisation Pierre Sabbagh, théâtre Édouard VII : Joseph
- 1977 : Les Filles de Jean Marsan, mise en scène de l'auteur, réalisation Pierre Sabbagh, théâtre Marigny : Gaspard
- 1977 : L'École des cocottes de Paul Armont et Marcel Gerbidon, mise en scène Jacques Ardouin, réalisation Pierre Sabbagh, théâtre Marigny : Stanislas
- 1982 : Et ta sœur ? de Jean-Jacques Bricaire et Maurice Lasaygues, mise en scène Robert Manuel, réalisation Pierre Sabbagh, théâtre Marigny : Martin/Martine
- 1983 : Le Vison voyageur de Ray Cooney et John Chapman, adaptation Jean-Loup Dabadie, mise en scène Jacques Sereys, théâtre de la Michodière : Arnold Crouch

#### Émissions
- 1976 : Alors raconte de Georges Folgoas.